# Грюнер, Эммануэль-Луи
Эммануэль-Луи Грюнер (фр. Emmanuel-Louis Gruner; 11 мая 1809 года, Иттиген, Швейцария — 26 марта 1883 года) — французский геолог и металлург.
В его честь назван минерал грюнерит.

## Биография
Родился в небольшом швейцарском городе Иттиген в кантоне Берн, в многодетной семье, в которой было шестеро детей. Луи был четвертым ребёнком. Его отец был лавочником.
Два года учился в Женевском университете, но покинул его в 1827 году. В 1828 году поехал в Париж, где поступил в Политехническую школу. С 1830 года учился в Горный школе Парижа.
После путешествия по Германии и Европе, Грюнер в 1834 году поселился в Сент-Этьене, который был тогда одним из важнейших центров Франции по добыче угля. Грюнер провел важные геологоразведочные работы залежей угля в департаменте Луара, результаты которых высветил впоследствии в своей книге «Геолого-минералогическое описание департамента Луара».
С 1835 до 1847 года преподавал в Высшей горной школе Сен-Этьена (фр. École nationale supérieure des mines de Saint-Étienne). С 1847 года работал инженером горного управления в Пуатье. В департаменте Крез он провел исследования, подобные тем, что были им сделаны в Луаре.
В 1852 году он вернулся в Сен-Этьен, где был назначен на должность директора горной школы. Он занимал эту должность до 1858 года.
В 1853 году он описал минерал, который впоследствии был назван в его честь — грюнерит.
С 1858 до 1872 года он работал на кафедре металлургии Горной школы Парижа. Позже Грюнер занимал различные важные должности до отставки в 1879 году.

## Геологические исследования
Грюнер провёл геологоразведочные работы залежей угля в департаментах Луара и Крез.

## Исследования в металлургии
Грюнер занимался исследованием процессов восстановления железа в доменной печи. В 1872—1877 годах он опубликовал результаты расчетов, в которых впервые рассмотрел вопрос о влиянии прямого (за счет углерода кокса) и косвенного (за счет углерода газа СО) восстановление оксидов железа в доменной печи на удельный расход кокса при выплавке чугуна. Им были высказаны рекомендации относительно уменьшения удельного расхода кокса на выплавку чугуна. Учитывая то, что прямое восстановление происходит с большим расходом тепла, а при восстановлении газами поглощения тепла является небольшим или даже происходит выделение тепла, Грюнер пришел к выводу, что восстановление оксидов железа в доменной печи должно происходить, насколько это возможно, только косвенным путем. Такой ход доменной печи, когда прямое восстановление полностью устранится и всё железо полностью восстанавливаться только с помощью оксида углерода, Грюнер назвал «идеальным», считая, что при нем получится самый низкий расход топлива, то есть печь будет работать экономнее. Будучи автором ряда работ, посвященных теории доменного процесса, Грюнер имел среди металлургов большой авторитет и популярность, поэтому выдвинутое им положение о идеальный ход доменной печи было воспринято металлургами без всякой критики и теория Грюнера была долгое время общепризнанной. Прошло несколько десятилетий, пока была высказана и доказана мысль об ошибочности этого принципа.
Грюнер был автором учебников по металлургии, среди его изысканий стала книга «Современное состояние металлургии железа в Англии» (1862).

## Произведения
- Description géologique et minéralogique du département de la Loire.  — Paris: Imprimerie impériale, 1857.
- Cours de métallurgie: отеле première année: cuivre, plomb, , or, mercure, antimoine, zinc. — Hédin, 1859.
- The Manufacture of Steel.   New-York: D. Van Nostrand. — 1872. Перевод на английский. Также — .
- Louis Emmanuel Gruner, M. Lan. État présent de la métallurgie du fer en Angleterre.  — Paris: Dunod, 1862. Также — .
- Louis Emmanuel Gruner, C. Roswag. Chimie inorganique: Applications. (Отеле première section.) IIe fascicule: Métallurgie.--A. Généralités.--4e cahier: Cuivre. — Dunod, 1884.
- Étude sur les bassins houillers de la Creuse. — Paris, 1868.
- Traité de métallurgie: Agents et appareils métallurgiques. Principes de la combustion. — Dunod, 1875.
- Traité de métallurgie: pt. 1. Procédés métallurgiques. Chauffage et fusion. Grillage, et affinage réduction. Texte. — Dunod, 1878.
- Études sur les hauts-fourneaux: suivies d’une notice sur les appareils à air chaud. — Dunod, 1873.